# Giovanni Malipiero
Giovanni Malipiero (Padova, 20 aprile 1906 – Padova, 10 aprile 1970) è stato un tenore italiano, attivo dagli anni trenta ai cinquanta del novecento.

## Biografia
Dopo aver studiato nella sua città esordì nel 1930 a Lonigo come Duca di Mantova in Rigoletto, iniziando una rapida carriera che lo vide in importanti teatri in Italia: Roma, Venezia, Torino, Genova, Napoli, Arena di Verona.
Nel 1937, ne La Cenerentola, debuttò alla Scala, dove apparve regolarmente fino all'inizio degli anni cinquanta e dove fu presente nel 1946 al concerto di riapertura dopo la pausa bellica, diretto da Arturo Toscanini. La carriera internazionale fu ostacolata dal conflitto mondiale, limitandosi ad apparizioni a Monaco e in Sudamerica. Continuò ad esibirsi in ruoli da protagonista fino alla prima metà degli anni cinquanta, per poi passare a ruoli di fianco e terminando l'attività nel 1962.
Il repertorio fu tipicamente di tenore lirico, includendo, tra gli altri, Duca di Mantova, Alfredo, Edgardo, Fernando, il Faust dell'opera di Gounod e di Mefistofele, Werther, Rodolfo, oltre a titoli rossiniani e belliniani.

## Discografia
- Lucia di Lammermoor, con Lina Pagliughi, Giuseppe Manacchini, Luciano Neroni, dir. Ugo Tansini - Cetra 1939